# Heleoperidae
Famille
Les Heleoperidae sont une famille d'amibes de l’ordre des Arcellinida  (de la classe des Tubulinés et l'Ordre des Arcellinidés).

## Étymologie
Le nom de la famille vient du genre type Heleopera, dérivé du grec ελοσhelos « marécage », et περα / pera « poche, sac » ; littéralement « sac de marécage », en référence à la forme de cet organisme et à son lieu de vie.

## Description
Le genre type Heleopera a une coquille toujours comprimée latéralement, dont l'ouverture est terminale, d'aspect lenticulaire ou en forme de fente, avec un bord organique mince mais distinct. La coquille est incolore ou jaunâtre, mais certaines espèces sont rougeâtres ou violettes. Le test est composé de plaques corporelles d'euglyphides collectées, de particules minérales ou de diatomées, ces matériaux souvent recouverts et renforcés de matière siliceuse. Son noyau est ovulaire.
F. V. Hayden, en 1879, fait la description suivante du genre type Heleopera : 

« Coquille ovoïde comprimée, composée d'une membrane chitinoïde annelée présentant un aspect réticulé de lignes le plus souvent pointillées ou interrompues, souvent incorporées au fundus avec des particules de sable. Bouche infère, terminale, grande, transversalement elliptique. Sarcode et ses constituants analogue à ceux des genres Hyalosphenia (famille des Hyalospheniidae et Nebela (famille des Nebelidae). Pseudopodes nombreux, digitiformes. »

## Liste des genres
Selon IRMNG (9 janvier 2025) et The Taxonomicon (9 janvier 2025) :
- Awerintzewia Schouteden, 1906
- Heleopera Leidy, 1879 genre type

## Systématique
Le nom valide de ce taxon est Heleoperidae Jung (d), 1942.